# Wiadukt Pancera w Warszawie
Wiadukt Pancera, także Nowy Zjazd – wiadukt łączący plac Zamkowy z mostem Kierbedzia w Warszawie, zbudowany w latach 1844–1846. Został zburzony w 1944. Pozostałości wiaduktu rozebrano podczas budowy w latach 1947–1949 trasy W-Z. 

## Historia
Wiadukt powstał w celu ułatwienia dojazdu do mostu łyżwowego na Wiśle znajdującego się u wylotu stromej i wąskiej ul. Bednarskiej. Miał on również stanowić przyczółek dla przyszłego mostu stałego przez Wisłę. W związku z jego budową zburzono klasztor i kościół bernardynek oraz część zabudowy Mariensztatu.
Wiadukt został zbudowany w latach 1844–1846 według projektu Feliksa Pancera. Była to konstrukcja o siedmiu łukowych sklepieniach, wykonanych z cegły, wspartych na sześciu filarach i dwóch przyczółkach. Wiadukt, nazywany także Nowy Zjazdem, umożliwił zjazd z placu Zamkowego do ulicy Dobrej, i dalszy dojazd do ul. Bednarskiej.
Wiadukt został wykorzystany jako dojazd do oddanego do użytku w 1864 roku mostu Aleksandryjskiego (nazywanego zwyczajowo mostem Kierbedzia). Ułożono na nim także tory tramwajowe. Początkowo była to linia tramwaju konnego należącego do kolei rosyjskich, która łączyła linie szerokotorowe na Pradze z linią normalnotorową Warszawsko-Wiedeńską. W 1908 tramwaje konne zostały zastąpione przez tramwaje elektryczne.
Wiadukt został częściowo wysadzony po powstaniu warszawskim. Wycofujące się wojska niemieckie niszcząc przedostatni filar spowodowały zawalenie się dwóch sąsiadujących przęseł. 
Pozostałości wiaduktu rozebrano w trakcie budowy trasy W-Z w związku z budową tunelu Trasy i mostu Śląsko-Dąbrowskiego (konieczność obniżenia dojazdu do budowanego tunelu). Rozbiórka rozpoczęła się w styczniu 1948 i zakończyła w lutym tego samego roku. Została przeprowadzona przez Przedsiębiorstwo Budowlane „Beton-Stal”, odpowiadające za budowę zachodniego odcinka Trasy W-Z. Obok rozebranego wiaduktu wytyczono ul. Nowy Zjazd.
Ocalałym elementem wiaduktu jest tablica wykonana z żelaza upamiętniająca jego budowę. Znajduje się na niej napis w językach rosyjskim i polskim.

## Galeria

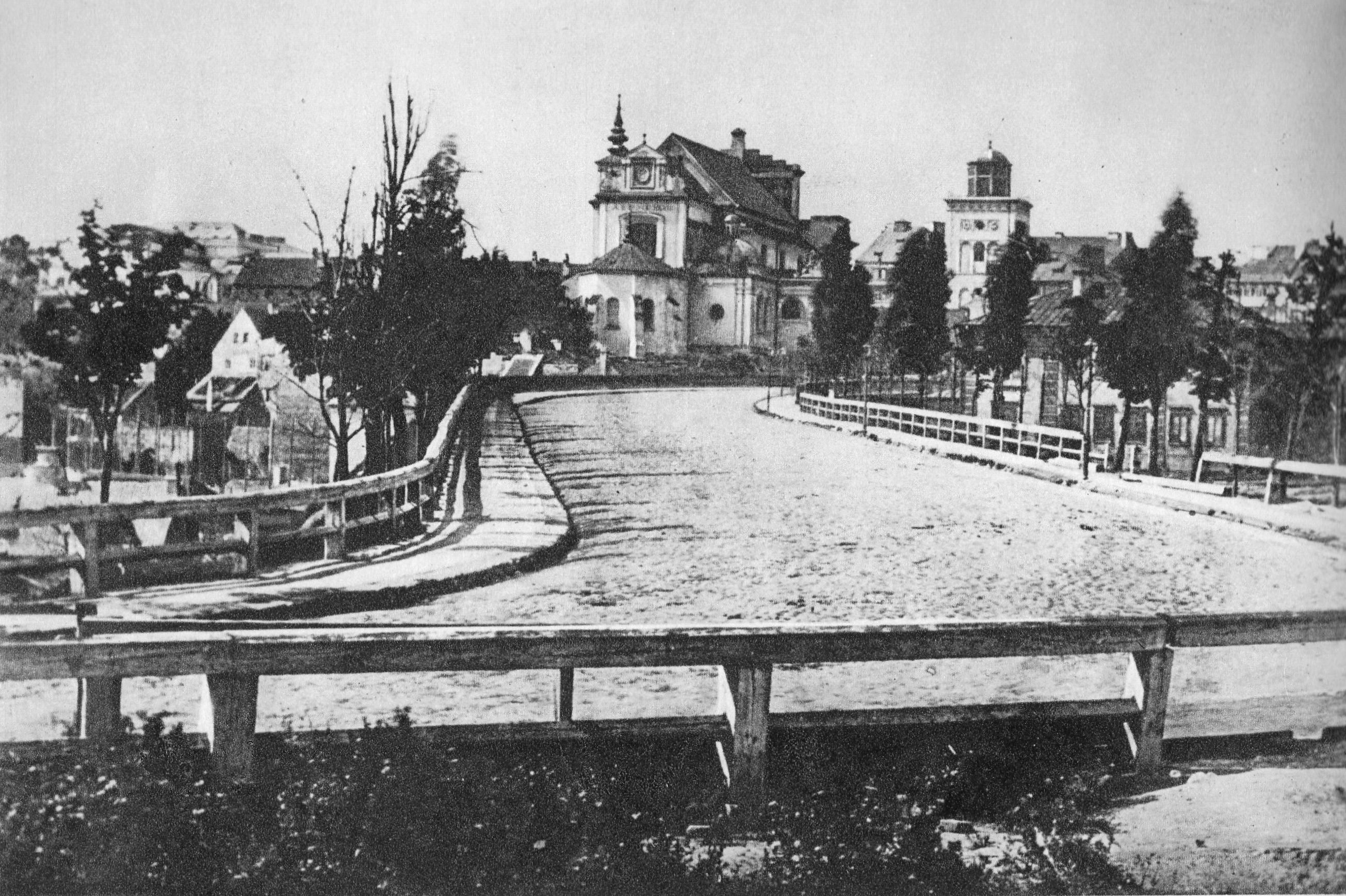
Wiadukt Pancera przed wybudowaniem mostu Kierbedzia, umożliwiający zjazd z placu Zamkowego do ulicy Dobrej
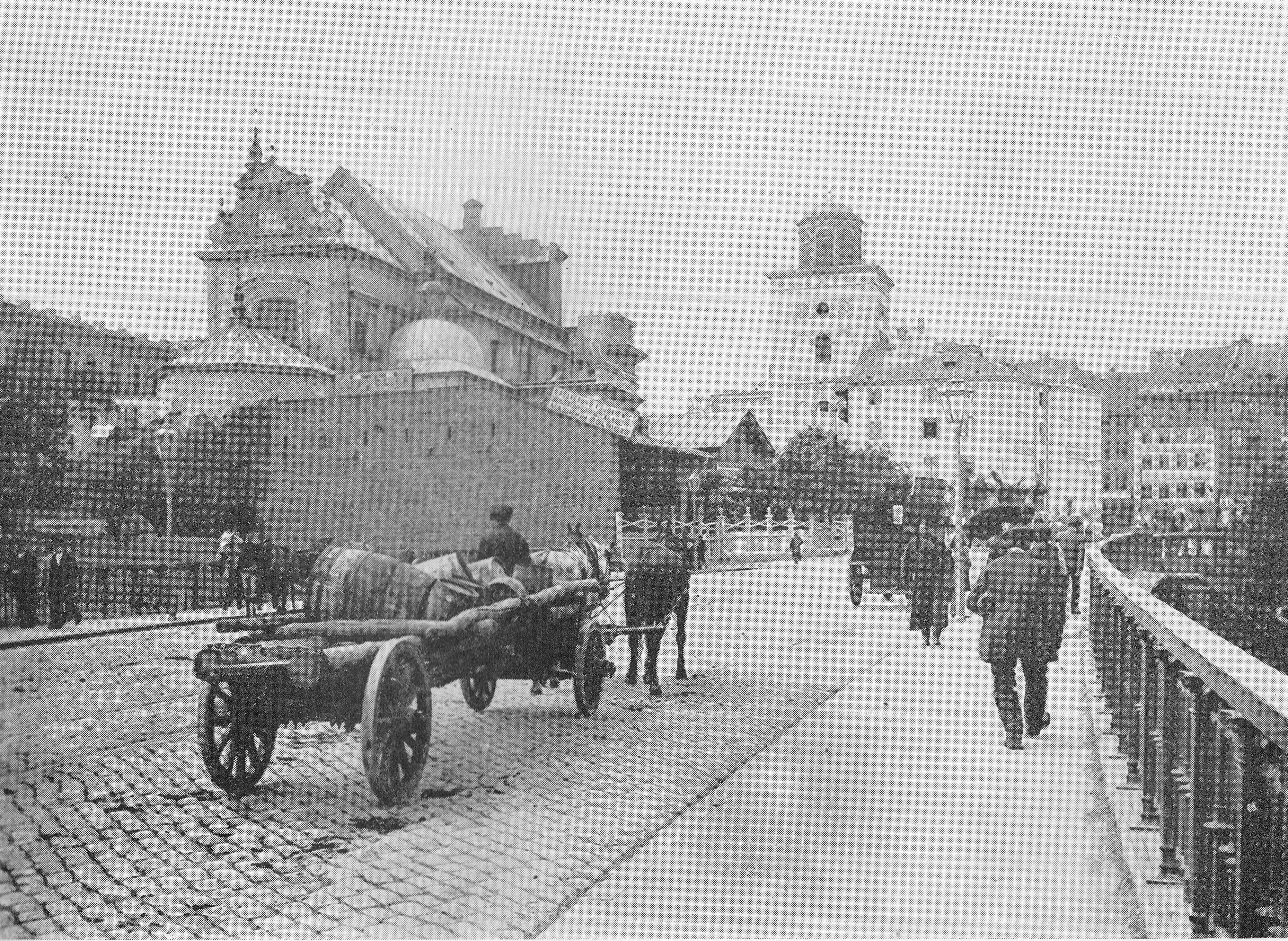
Ruch pieszy i konny na wiadukcie ok. 1892, widok w kierunku placu Zamkowego
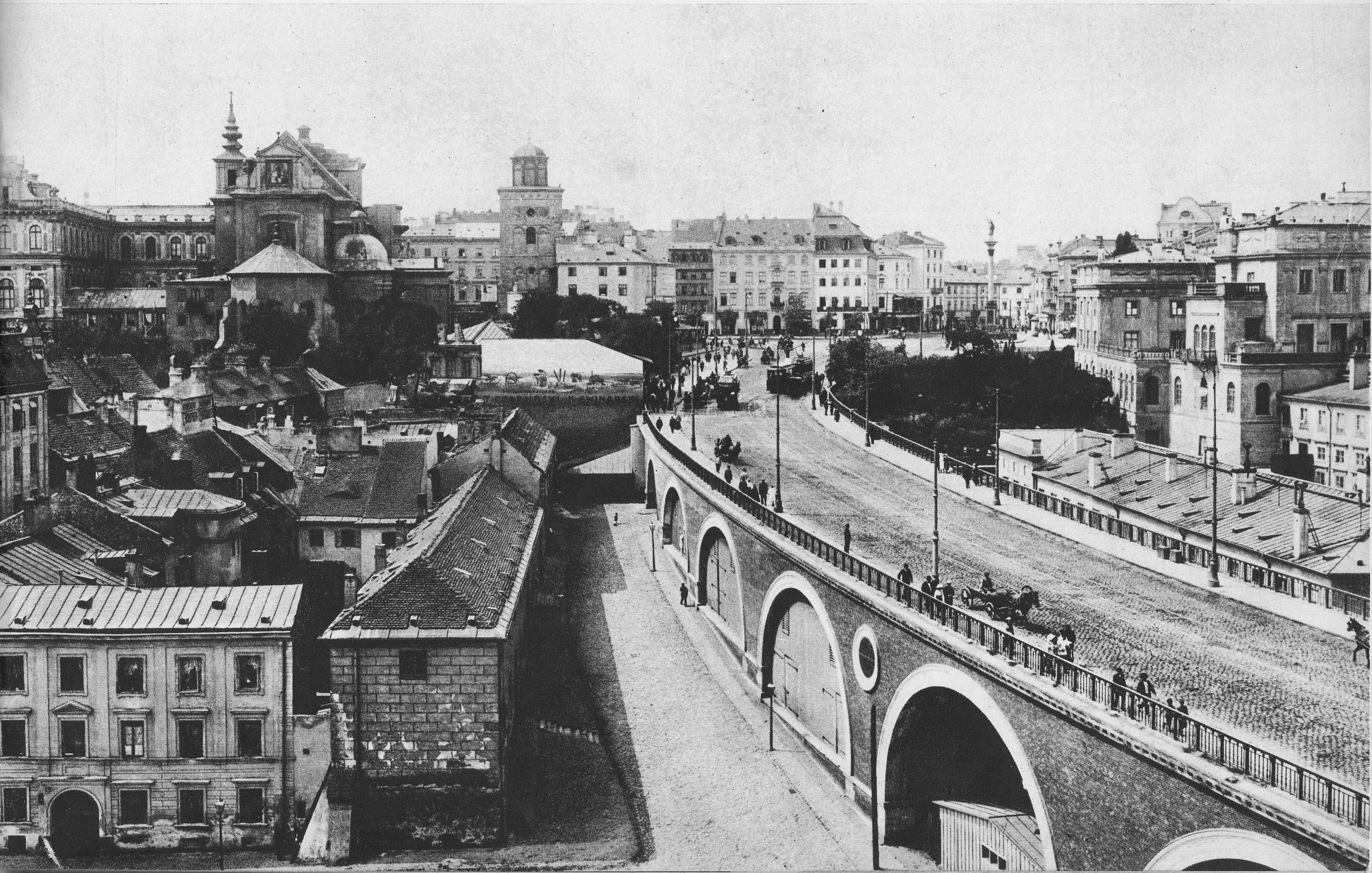
Przebudowany wiadukt Pancera jako droga dojazdowa na most, przed 1939
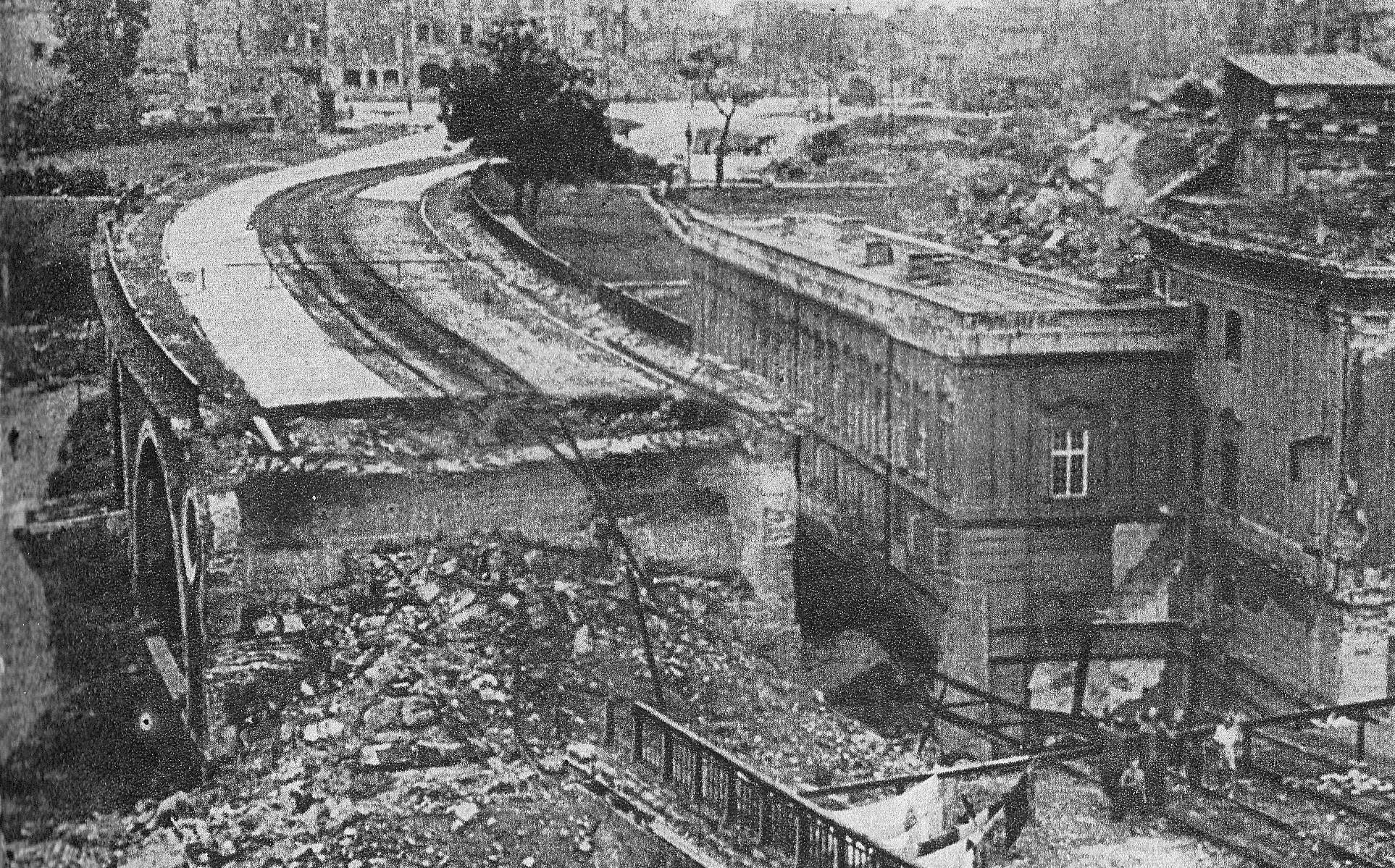
Zniszczone przez Niemców przęsła wiaduktu, 1945. Po prawej pałac pod Blachą
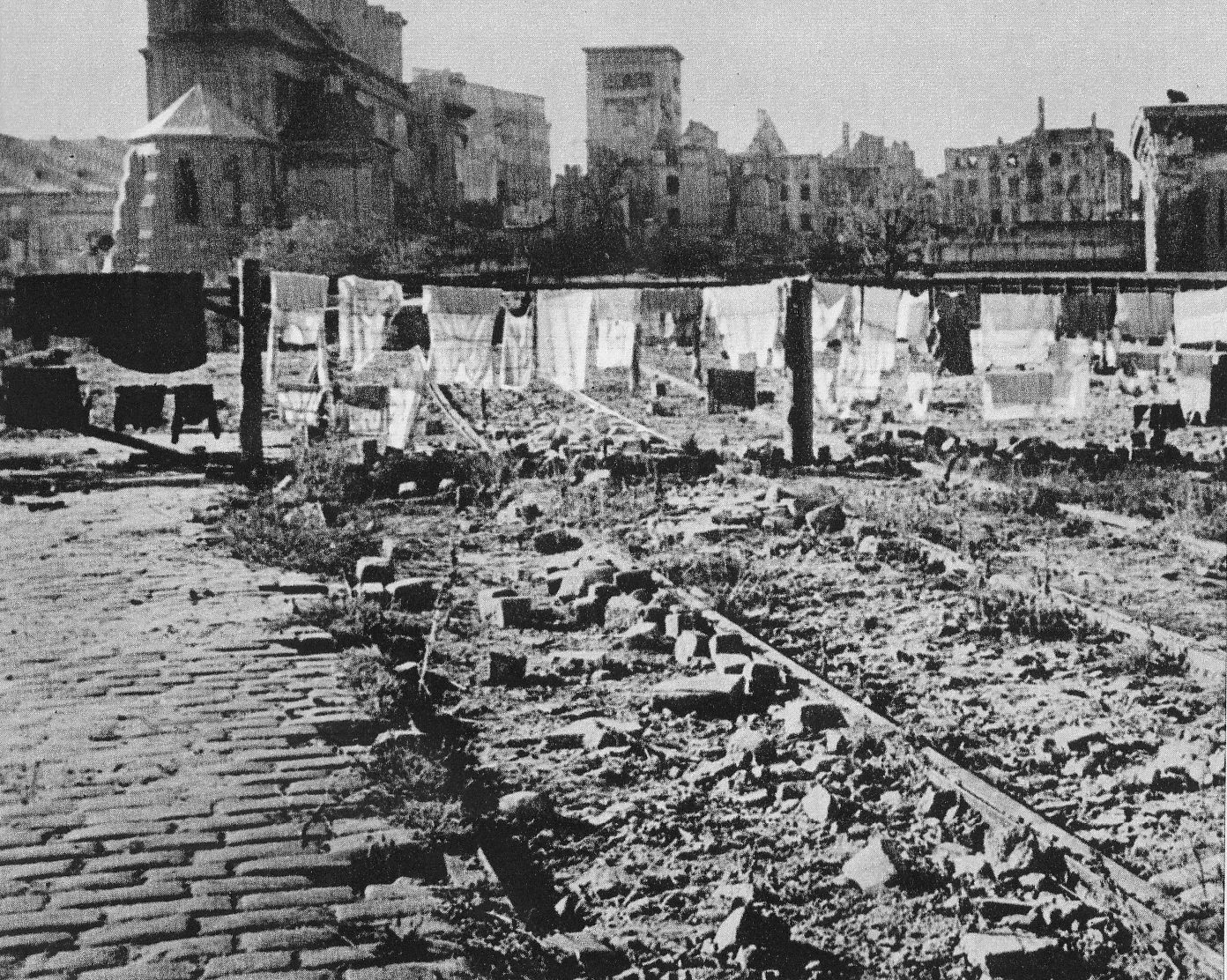
Nawierzchnia wiaduktu w 1945
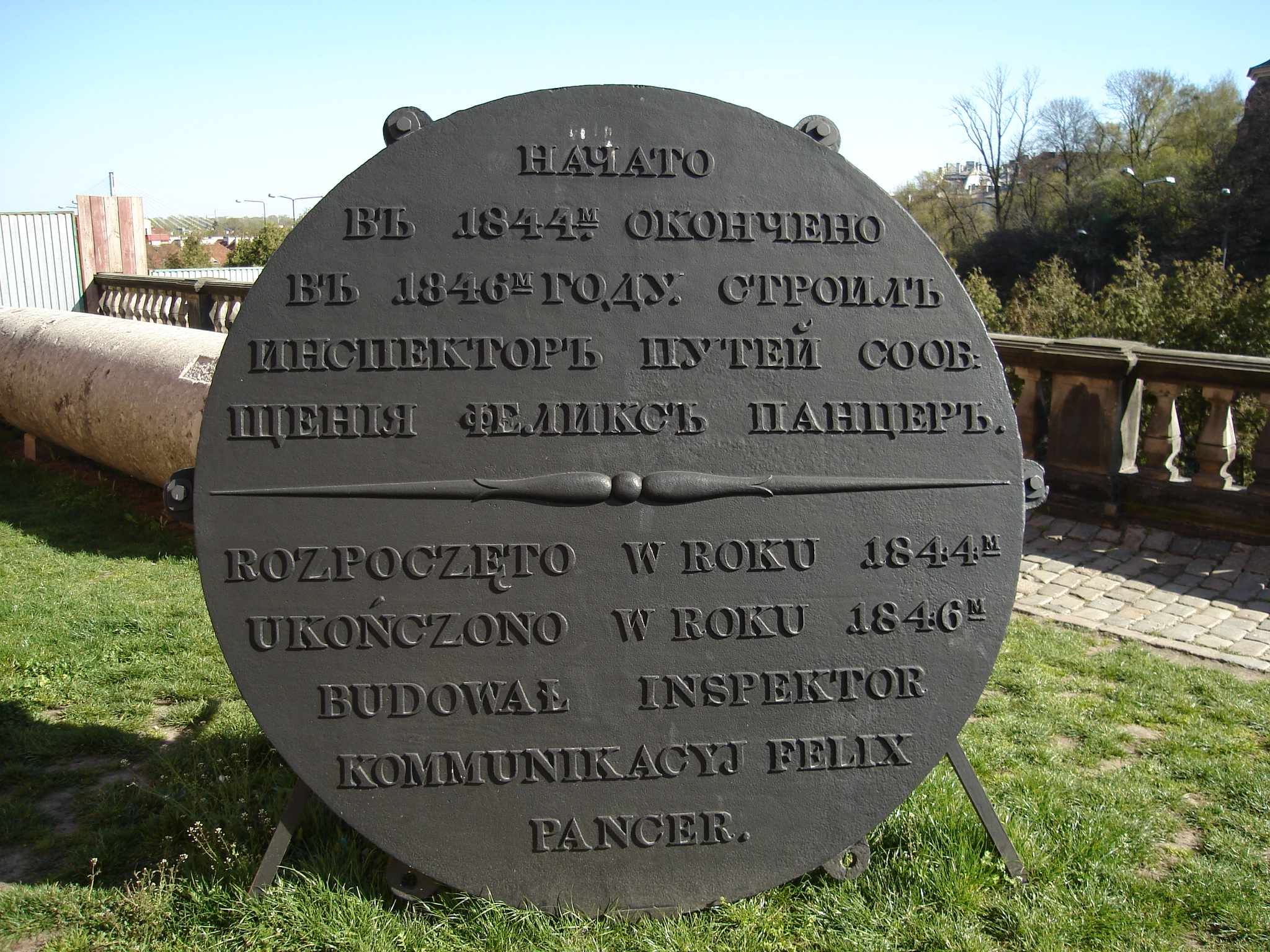
Tablica z wiaduktu Pancera ustawiona przy Bramie Grodzkiej Zamku Królewskiego (2007)